# Osservatorio Lohrmann
L'osservatorio Lohrmann, chiamato anche Istituto di astronomia geodetica Lohrmann è un osservatorio astronomico fondato nel 1961 nella città di Dresda, in Germania, intitolato all'astronomo e geodetico Wilhelm Gotthelf Lohrmann (1796-1840).
L'edificio fu costruito nel 1913 ed inaugurato alla presenza del re Federico Augusto III di Sassonia. Progettato e realizzato come parte di una "città universitaria" dall'architetto e docente Martin Dülfer, fu successivamente ampliato per fare parte di un più ampio complesso che avrebbe costituito l'Università tecnica di Dresda. L'osservatorio è costituito da una suggestiva torre su cui è eretta una cupola a protezione degli strumenti, a circa 40 metri sopra il livello stradale. Lo strumento principale era costituito da un telescopio rifrattore Heyde da 30 cm e la ricerca scientifica si concentrava su astronomia geodetica, meccanica celeste e astrometria. A causa delle sfavorevoli condizioni osservative dovute all'urbanizzazione, negli anni '60 fu gradualmente costruita una filiale nel vicino distretto di Gönnsdorf.